# Gare de Saint-Mars-la-Brière
Gare de Saint-Mars-la-Brière vasútállomás Franciaországban, Saint-Mars-la-Brière településen.

## Vasútvonalak
Az állomást az alábbi vasútvonalak érintik:
- Párizs–Brest-vasútvonal

## Kapcsolódó állomások
A vasútállomáshoz az alábbi állomások vannak a legközelebb:
- Gare de Montfort-le-Gesnois (Paris Gare Montparnasse, Párizs–Brest-vasútvonal)
- Gare de Champagné (Gare de Brest, Párizs–Brest-vasútvonal)